# Limopsis dalli
Limopsis dalli is een tweekleppigensoort uit de familie van de Limopsidae. De wetenschappelijke naam van de soort is voor het eerst geldig gepubliceerd in 1912 door Lamy.